# Amblysomus
Amblysomus és un gènere de talp daurat que conté cinc espècies: 
- Talp daurat de Fynbos (Amblysomus corriae)
- Talp daurat hotentot (Amblysomus hottentotus)
- Talp daurat de Marley (Amblysomus marleyi)
- Talp daurat robust (Amblysomus robustus)
- Talp daurat septentrional (Amblysomus septentrionalis)